# Sigebald
Der heilige Sigebald († vermutlich 741 im Kloster St. Nabor, heute Saint-Avold) war von etwa 716 bis zu seinem Tod Bischof von Metz. Sein Gedenktag ist der 26. Oktober. Der althochdeutsche Name Sigebald (bisweilen auch Sigibald, frz. Sigebaud) bedeutet der kühne Sieger.
Sigebald wurde um 716 Bischof von Metz. Zusammen mit dem hl. Pirminius gründete er die Klöster Neuweiler (Neuwiller-lès-Saverne) im Elsass und Hornbach. Er erneuerte die Abtei St. Nabor (Saint-Avold) in Lothringen, wo er auch starb.
Um 991 wurden seine Gebeine in die Kirche St. Symphorian bei Metz überführt, wo sie 1107 erhoben wurden. Heute befinden sich große Teile der Reliquien des hl. Sigebald in der Kathedrale von Metz.